# Roberto Raschi
Roberto Raschi (ur. 1964) – sanmaryński polityk, kapitan regent San Marino, razem z Giuseppe Arzilli w czasie od 1 października 2004 do 1 kwietnia 2005. Należy do partii socjalistycznej.
W 2004 otrzymał rumuński Łańcuch Orderu Gwiazdy Rumunii.